# Франко Донатели
Франко Донатели (итал. Franco Donatelli; Алесандрија, 13. март 1925 — Милано, 16. новембар 1995) био је цртач стрипова и једна од најзначајнијих личности италијанског стрипа. Радио је за италијанску издавачку кућу стрипа Серђо Бонели едиторе. Цртао је стрипове Мистер Но, али се прославио радом на стрип серијалу Загору. Уз Галијена Ферија убраја се међу најстарије и најважније цртаче Загора.
Познат је и по великом броју оригиналних насловних страна за стрип Мали ренџер. Ове странице су, међутим, ретко објављиване у Лунов магнус стрипу у оригиналном облику. Најчешће су преношене као репродукције домћаих анонимних цртача. Веома често за неку другу епизоду.